# 類表皮嚢胞
類表皮嚢胞（るいひょうひのうほう、epidermoid cyst）とは、嚢胞壁が皮膚様の組織からなる病変。口腔内の嚢胞としては、粘液瘤の次に多い。
組織学的には、表皮様の角化重層扁平上皮によって裏装された嚢胞であり、嚢胞壁に皮膚付属器（脂腺、汗腺、毛包など）を有するものを類皮嚢胞、ないものを類表皮嚢胞という。
発生としては、第一咽頭嚢などの外胚葉の迷入説、鰓弓間癒合時の外胚葉の迷入説、後天的に外傷等での表皮や皮膚の迷入説など諸説ある。